# Fußball-Niedersachsenliga 2003/04
Die Niedersachsenliga 2003/04 war die 55. Spielzeit der höchsten Amateurklasse im Niedersächsischen Fußballverband. Sie war eine Ebene unterhalb der viertklassigen Oberliga Niedersachsen/Bremen angesiedelt und wurde in zwei Staffeln ausgetragen. Sieger wurde die Amateurmannschaft des VfL Osnabrück.

## Staffel Ost
Die Staffel Ost umfasste die Mannschaften aus den Bezirken Lüneburg und Braunschweig.

### Vereine
Im Vergleich zur Saison 2002/03 war der 1. SC Göttingen 05 aus der Oberliga Niedersachsen/Bremen abgestiegen, während der SSV Vorsfelde aufgestiegen war. Die vier Absteiger hatten die Liga verlassen und wurden durch die drei Aufsteiger VSK Osterholz-Scharmbeck, SC Weende und Sparta Göttingen ersetzt.
| Verein                   | Stadt                | Landkreis            | Qualifikation                                   |
| ------------------------ | -------------------- | -------------------- | ----------------------------------------------- |
| 1. SC Göttingen 05       | Göttingen            | Göttingen            | Absteiger aus der Oberliga Niedersachsen/Bremen |
| FT Braunschweig          | Braunschweig         |                      | 2. Platz 2002/03                                |
| SV Südharz Walkenried    | Walkenried           | Osterode am Harz     | 3. Platz 2002/03                                |
| TuS Heeslingen           | Heeslingen           | Rotenburg (Wümme)    | 4. Platz 2002/03                                |
| MTV Gifhorn              | Gifhorn              | Gifhorn              | 5. Platz 2002/03                                |
| TSV Neuenkirchen         | Neuenkirchen         | Soltau-Fallingbostel | 6. Platz 2002/03                                |
| MTV Wolfenbüttel         | Wolfenbüttel         | Wolfenbüttel         | 7. Platz 2002/03                                |
| TuSpo Petershütte        | Osterode am Harz     | Osterode am Harz     | 8. Platz 2002/03                                |
| SVG Einbeck              | Einbeck              | Northeim             | 9. Platz 2002/03                                |
| VfL Stade                | Stade                | Stade                | 10. Platz 2002/03                               |
| BSV Ölper 2000           | Braunschweig         |                      | 11. Platz 2002/03                               |
| Goslarer SC 08           | Goslar               | Goslar               | 12. Platz 2002/03                               |
| Eintracht Northeim       | Northeim             | Northeim             | 13. Platz 2002/03                               |
| VSK Osterholz-Scharmbeck | Osterholz-Scharmbeck | Osterholz            | Aufsteiger aus der Landesliga Lüneburg          |
| SC Weende                | Göttingen            | Göttingen            | Aufsteiger aus der Landesliga Braunschweig      |
| Sparta Göttingen         | Göttingen            | Göttingen            | Aufsteiger aus der Landesliga Braunschweig      |

### Saisonverlauf
Der 1. SC Göttingen 05 war nach dem achten Spieltag insolvent und wurde aufgelöst. Die bereits ausgetragenen Spiele wurde annulliert. Den Staffelsieg und damit den Teilnahme an der Aufstiegsrunde zur Oberliga Nord sicherte sich der TSV Neuenkirchen. Als Zweitplatzierter durfte der VSK Osterholz-Scharmbeck ebenfalls teilnehmen. Beide konnten sich jedoch nicht durchsetzen. Die Mannschaften auf den vier letzten Plätzen mussten absteigen. Nach Saisonende zog die SVG Einbeck ihre Mannschaft in die Landesliga, der TSV Neuenkirchen seine Mannschaft in die Bezirksliga zurück.

### Tabelle
| Pl.               | Verein                       | Sp. | S  | U | N  | Tore    | Diff. | Punkte |
| ----------------- | ---------------------------- | --- | -- | - | -- | ------- | ----- | ------ |
| 1.                | TSV Neuenkirchen             | 28  | 17 | 7 | 4  | 071:340 | +37   | 58     |
| 2.                | VSK Osterholz-Scharmbeck (N) | 28  | 17 | 6 | 5  | 075:460 | +29   | 57     |
| 3.                | SV Südharz Walkenried        | 28  | 16 | 6 | 6  | 064:290 | +35   | 54     |
| 4.                | FT Braunschweig              | 28  | 17 | 3 | 8  | 072:510 | +21   | 54     |
| 5.                | TuSpo Petershütte            | 28  | 16 | 5 | 7  | 071:410 | +30   | 53     |
| 6.                | Sparta Göttingen (N)         | 28  | 11 | 5 | 12 | 053:690 | −16   | 38     |
| 7.                | MTV Wolfenbüttel             | 28  | 11 | 4 | 13 | 031:370 | −6    | 37     |
| 8.                | SVG Einbeck                  | 28  | 10 | 7 | 11 | 035:420 | −7    | 37     |
| 9.                | TuS Heeslingen               | 28  | 9  | 6 | 13 | 050:610 | −11   | 33     |
| 10.               | BSV Ölper 2000               | 28  | 10 | 3 | 15 | 049:630 | −14   | 33     |
| 11.               | VfL Stade                    | 28  | 9  | 5 | 14 | 042:580 | −16   | 32     |
| 12.               | Eintracht Northeim           | 28  | 8  | 7 | 13 | 044:690 | −25   | 31     |
| 13.               | Goslarer SC 08               | 28  | 8  | 6 | 14 | 058:650 | −7    | 30     |
| 14.               | SC Weende (N)                | 28  | 7  | 5 | 16 | 037:530 | −16   | 26     |
| 15.               | MTV Gifhorn                  | 28  | 5  | 3 | 20 | 039:730 | −34   | 18     |
| 16.               | 1. SC Göttingen 05 (A)       | 0   | 0  | 0 | 0  | 000:000 | ±0    | 0      |
| Stand: Saisonende |                              |     |    |   |    |         |       |        |

| (A) | Absteiger aus der Oberliga Niedersachsen/Bremen 2002/03 |
| (N) | Aufsteiger aus der Landesliga Niedersachsen 2002/03     |

## Staffel West
Die Staffel West umfasste die Mannschaften aus den Bezirken Hannover und Weser-Ems.

### Vereine
Im Vergleich zur Saison 2002/03 war der FC Schüttorf 09 aus der Oberliga Niedersachsen/Bremen abgestiegen, während die Amateurmannschaft von Hannover 96 aufgestiegen war. Die drei Absteiger hatten die Liga verlassen und wurden durch die drei Aufsteiger VfL Germania Leer, SV Bad Rothenfelde und Sportfreunde Ricklingen ersetzt.
| Verein                    | Stadt             | Landkreis           | Qualifikation                                   |
| ------------------------- | ----------------- | ------------------- | ----------------------------------------------- |
| FC Schüttorf 09           | Schüttorf         | Grafschaft Bentheim | Absteiger aus der Oberliga Niedersachsen/Bremen |
| TuS Lingen                | Lingen (Ems)      | Emsland             | 2. Platz 2002/03                                |
| VfL Osnabrück Amateure    | Osnabrück         |                     | 3. Platz 2002/03                                |
| SV Ramlingen/Ehlershausen | Burgdorf          | Region Hannover     | 4. Platz 2002/03                                |
| Blau-Weiß Lohne           | Lohne (Oldenburg) | Vechta              | 5. Platz 2002/03                                |
| BSV Rehden                | Rehden            | Diepholz            | 6. Platz 2002/03                                |
| TSV Isernhagen            | Isernhagen        | Region Hannover     | 7. Platz 2002/03                                |
| TSV Fortuna Sachsenross   | Hannover          | Region Hannover     | 8. Platz 2002/03                                |
| SV Holthausen-Biene       | Lingen (Ems)      | Emsland             | 9. Platz 2002/03                                |
| SpVg Aurich               | Aurich            | Aurich              | 10. Platz 2002/03                               |
| TuS Pewsum                | Krummhörn         | Aurich              | 11. Platz 2002/03                               |
| SC Spelle-Venhaus         | Spelle            | Emsland             | 12. Platz 2002/03                               |
| VfL Bückeburg             | Bückeburg         | Schaumburg          | 13. Platz 2002/03                               |
| VfL Germania Leer         | Leer              | Leer                | Aufsteiger aus der Landesliga Weser-Ems         |
| SV Bad Rothenfelde        | Bad Rothenfelde   | Osnabrück           | Aufsteiger aus der Landesliga Weser-Ems         |
| Sportfreunde Ricklingen   | Hannover          | Region Hannover     | Aufsteiger aus der Landesliga Hannover          |

### Saisonverlauf
Den Staffelsieg und damit die Teilnahme an der Aufstiegsrunde zur Oberliga Nord sicherte sich die Amateurmannschaft des VfL Osnabrück. Sie konnte sich jedoch nicht durchsetzen. Die Mannschaften auf den vier letzten Plätzen mussten absteigen.

### Tabelle
| Pl.               | Verein                      | Sp. | S  | U  | N  | Tore    | Diff. | Punkte |
| ----------------- | --------------------------- | --- | -- | -- | -- | ------- | ----- | ------ |
| 1.                | VfL Osnabrück Amateure      | 30  | 20 | 6  | 4  | 091:320 | +59   | 66     |
| 2.                | FC Schüttorf 09 (A)         | 30  | 17 | 9  | 4  | 051:280 | +23   | 60     |
| 3.                | TuS Lingen                  | 30  | 16 | 6  | 8  | 065:480 | +17   | 54     |
| 4.                | SV Bad Rothenfelde (N)      | 30  | 15 | 9  | 6  | 055:380 | +17   | 54     |
| 5.                | SC Spelle-Venhaus           | 30  | 14 | 8  | 8  | 052:370 | +15   | 50     |
| 6.                | SV Ramlingen/Ehlershausen   | 30  | 14 | 8  | 8  | 052:420 | +10   | 50     |
| 7.                | VfL Bückeburg               | 30  | 14 | 6  | 10 | 053:440 | +9    | 48     |
| 8.                | Blau-Weiß Lohne             | 30  | 11 | 10 | 9  | 050:440 | +6    | 43     |
| 9.                | BSV Rehden                  | 30  | 11 | 10 | 9  | 046:400 | +6    | 43     |
| 10.               | TSV Fortuna Sachsenross     | 30  | 11 | 5  | 14 | 055:610 | −6    | 38     |
| 11.               | SV Holthausen-Biene         | 30  | 7  | 10 | 13 | 038:450 | −7    | 31     |
| 12.               | TSV Isernhagen              | 30  | 5  | 12 | 13 | 050:680 | −18   | 27     |
| 13.               | Sportfreunde Ricklingen (N) | 30  | 7  | 6  | 17 | 029:550 | −26   | 27     |
| 14.               | VfL Germania Leer (N)       | 30  | 5  | 10 | 15 | 035:610 | −26   | 25     |
| 15.               | TuS Pewsum                  | 30  | 5  | 6  | 19 | 029:590 | −30   | 21     |
| 16.               | SpVg Aurich                 | 30  | 3  | 9  | 18 | 037:860 | −49   | 18     |
| Stand: Saisonende |                             |     |    |    |    |         |       |        |

| (A) | Absteiger aus der Oberliga Niedersachsen/Bremen 2002/03 |
| (N) | Aufsteiger aus der Landesliga Niedersachsen 2002/03     |

## Endspiel um die Meisterschaft
Im Endspiel um die Niedersachsen-Meisterschaft setzte sich die Amateurmannschaft des VfL Osnabrück gegen den TSV Neuenkirchen im Elfmeterschießen durch.

## Relegationsspiel
Im Relegationsspiel um den Klassenverbleib setzte sich der TSV Isernhagen gegen Eintracht Northeim mit 2:1 durch. Durch spätere Rückzüge blieben jedoch beide in der Niedersachsenliga.